# 페블비치

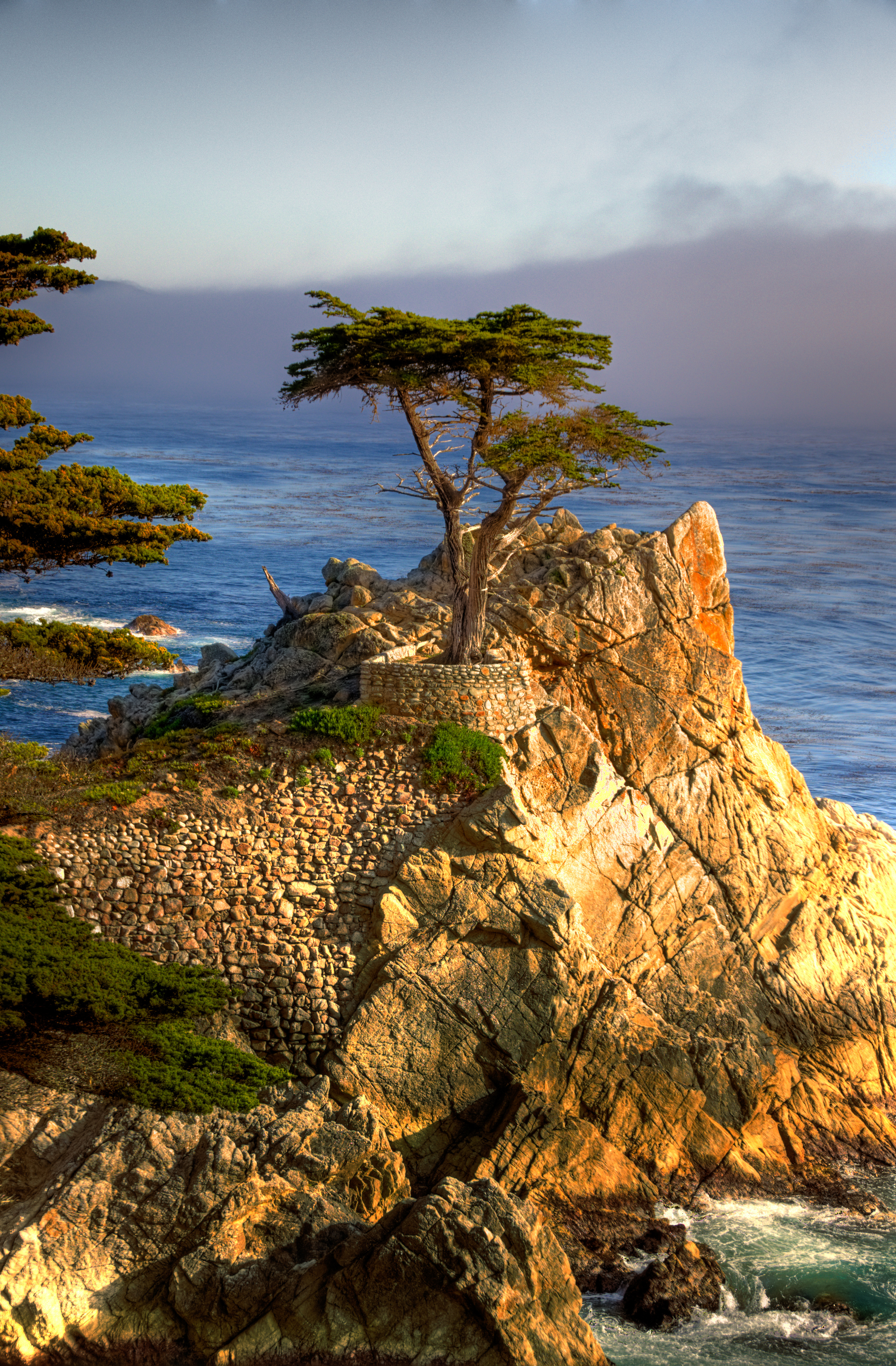
페블비치

페블비치(Pebble Beach)는 캘리포니아주 몬터레이 군에 있는 비법인지구이다. 세계적으로 유명한 페블비치 골프장이 있다.